# Байларово
Байла́рово (тат. Байлар) — село в Ютазинском районе Республики Татарстан, в составе Уруссинского сельского поселения.

## Этимология
По одним источникам топоним произошел от башкирского этнонима байлар, по другим — от этнонима тюрко-татарского происхождения «бай».

## География
Село находится на реке Ик, с востока примыкает к посёлку городского типа Уруссу. 

## История
Село основано в 1862 году башкирами деревень Дым-Тамаково, Абсалямово и Ильчимбетово Байларской волости, по одним сведениям как Новое Байларово. По другим источникам, первоначальное название — Нижние Байляр.
Наряду с земледелием и разведением скота жители занимались пчеловодством, отхожими промыслами. В конце XIX века земельный надел сельской общины составлял 2480 десятин. По сведениям 1889 года, в селе была мечеть. 
Согласно «Сведениям земского учета 1900–1901 гг.», в деревне в 119 дворах проживало 579 башкир.
До 1920 года село входило в Александровскую волость Бугульминского уезда Самарской губернии. С 1920 года в составе Бугульминского кантона ТАССР. С 10 августа 1930 года в Бавлинском, с 10 февраля 1935 года в Ютазинском, с 1 февраля 1963 года в Бугульминском, с 12 января 1965 года в Бавлинском, с 6 апреля 1991 года в Ютазинском районах.

## Население
| 1889 | 1897 | 1920 | 1926 | 1949 | 1958 | 1970 | 1979 | 1989 | 2000 | 2010 |
| ---- | ---- | ---- | ---- | ---- | ---- | ---- | ---- | ---- | ---- | ---- |
| 320  | 573  | 648  | 577  | 657  | 581  | 639  | 578  | 474  | 480  | 436  |

Национальный состав села: татары.

## Экономика
Жители занимаются полеводством, молочным скотоводством, овцеводством.

## Инфраструктура
Дом культуры, библиотека.

## Религия
Мечеть.